# Юрій Зезюлькін
Юрій Зезюлькін (нар. 16 серпня 1971, Мінськ) – білоруський шахіст, представник Польщі від 2010 року, гросмейстер від 1999 року.

## Шахова кар'єра
1989 року виборов титул чемпіона Білорусі серед юніорів до 18 років. У наступних роках досягнув низки успіхів на міжнародних турнірах, зокрема: поділив 1-ше місце в Кракові (1990), поділив 1-ше місце в Мальме (1992), поділив 1-ше місце в Гетеборзі (1992), посів 1-ше місце в Карлстаді (1992), посів 1-ше місце в Поліце (1995, Меморіал Тадеуша Гньота), посів 1-ше місце в Ченстоховій (1996), поділив 1-ше місце в Літомишлі (1997), поділив 1-ше місце в Постбауер-Генгу (1999), поділив 1-ше місце в Пассау (1999, разом із зокрема, Бартошем Соцко) і поділив 1-ше місце в Кракові (1999/2000, турнір Краковія).
У 2000, 2001, 2003, 2004 і 2005 роках п'ять разів вигравав турніри Äskulap у Герліці. 2001 року поділив 1-ше місце на турнірі Jantar Bałtyku в Ровах, а 2002 року переміг у Мельно і Лебі. 2003 року поділив 1-ше місце в Колобжезі (разом з Монікою Соцко, Володимиром Маланюком і Клаудіушем Урбаном) і знову в Ровах. 2004 року переміг (разом з Клаудішем Урбаном) у Колобжезі і досягнув одного з найбільших успіхів в кар'єрі, здобувши перемогу на турнірі Porzellan Cup у Дрездені (попереду, зокрема, Володимира Єпішина, Ігоря Глека і Левона Ароняна). 2009 року поділив 1-ше місце (разом із, зокрема, Домініком Ожехом) у Криниці-Здруй.
Живе у Польщі, від 2010 року на міжнародній арені представляє кольори цієї країни. Є засновником шахової компанії "Caissa", яка займається організацією циклу турнірів Caissa Rus Tour і веде торгівлю товарами для шахів. Виконує функції спортивного віце-президента Любушського шахового союзу. Представляє клуб "Odrodzenie" Кожухув. Виступає також у чеських лігах, в своєму активі має, зокрема, срібну і бронзову медалі клубного чемпіонату Чехії (у складі "Vysehrad" Прага).
Найвищий рейтинг Ело в кар'єрі мав станом на 1 липня 2004 року, досягнувши 2558 очок займав тоді п'яте місце серед білоруських шахістів.